# The Mask (videojuego)
The Mask es un videojuego de acción de desplazamiento lateral desarrollado por el estudio estadounidense Black Pearl Software exclusivamente para la Super Nintendo Entertainment System que se basa en la película del mismo nombre The Mask. La película, a su vez, se basó libremente en la serie de cómics de Dark Horse del mismo nombre.
El juego recibió críticas moderadamente positivas de los críticos, quienes se mostraron particularmente complacidos con su fiel recreación del humor y el estilo visual de la película, al tiempo que criticaron el diseño de niveles y la dificultad.

## Trama
Dorian Tyrell y su pandilla planean en secreto apoderarse de Edge City, una ciudad pequeña y próspera donde la vida nocturna gira en torno a los ricos clientes que asisten al club nocturno que Dorian posee y opera en beneficio de él y sus secuaces.
Stanley Ipkiss, un apacible empleado de banco que tiene mala suerte y es fácilmente intimidado, se transforma en el personaje homónimo después de descubrir una máscara verde de Loki. La Máscara y Stanley deben detener a Dorian Tyrell y su plan, y salvar a Tina Carlyle, la mujer que ambos aman.

## Jugabilidad
El jugador tiene que navegar a través del apartamento de Ipkiss, un distrito de altos alquileres, fuera y dentro del banco, el parque local, dentro de la prisión local (con enemigos que visten uniformes carcelarios estereotipados a rayas), y finalmente a través de un lujoso club nocturno para luchar contra su malvado némesis, Dorian (que también lleva la máscara). Todos los jefes principales del juego se parecen a personajes de la película como la señora Peenman, la casera enojada, junto con los reparadores descuidados Irv y Burt Ripley, que repararon el vehículo de Ipkiss.
Si el jugador se queda sin salud, vuelve a ser Ipkiss, en pijama. Muchos de los movimientos de The Mask que aparecen en el juego se basaron en escenas de la película, como el mazo (que usa para romper el despertador en la película), el tornado, las enormes armas que saca de su bolsillo. durante la confrontación final durante la película, y el enorme  cuerno "viviente". También presenta otros movimientos, como un movimiento furtivo que hace que The Mask sea invisible (sus enemigos no lo ven), un movimiento rápido (así como un movimiento "superdash" en el que corre a una velocidad supersónica) y su ataque principal, que es un movimiento de puñetazo básico con dibujos animados guantes de boxeo. Muchos de los movimientos especiales (el mazo, las pistolas, el cuerno, etc.) utilizan el poder "Morph" de la Máscara, que se repone con power-ups. Si su medidor de transformación se agota, se repone lentamente a una cantidad menor a la que tenía al principio, al igual que la munición que se repone para el arma principal en Earthworm Jim.
El final del videojuego implica bailar con una representación de 16 bits de Cameron Diaz acompañado de big band music. El gran papel de Cameron Diaz fue el de Tina Carlyle (la novia de Dorian Tyrell) en la película real.

## Desarrollo
Aunque el juego se basa aparentemente en la película, los gráficos se basaron en el estilo de dibujos animados del cómic en lugar de la película. El juego tardó más en desarrollarse de lo previsto, y no se lanzó hasta más de un año después del lanzamiento en cines de la película.
La versión beta de  The Mask  jugó más como un beat 'em up que como un juego de acción de desplazamiento lateral. El daño en la versión beta se produjo en una serie de expresiones, similares a las diversas caras utilizadas en el shooter en primera persona " Doom" de 1993. Se colocaron diferentes fondos en la versión incompleta que se desecharon en la versión comercial. Los ataques de aspecto violento como un arma que dispara proyectiles y una patada baja al estilo karate se eliminaron de la versión final.
También se estaba desarrollando una versión del juego para Sega Genesis, pero fue cancelada. Según un portavoz, debido a que la versión para Super NES tomó más tiempo de lo esperado, la versión para Genesis no se habría completado hasta dos años después de que la película apareció en los cines, demasiado tarde para beneficiarse significativamente de la licencia, y fue cancelada debido a esto.
En un speedrun del juego, el diseñador Matt Harmon dijo que se eliminó del juego un nivel con temática de carnaval. En la pantalla de selección de etapa, existe un nivel sin usar llamado "Wild Ride", y es posible que este sea ese nivel.

## Recepción
Los cuatro revisores de  Electronic Gaming Monthly  elogiaron la variedad de habilidades, la fidelidad al humor y el estilo del material original, y los gráficos, especialmente la animación, mientras criticaron los niveles como demasiado grandes, para el punto de ser repetitivo y fácil de perderse. GamePro aplaudió de manera similar el juego por el uso intensivo de personajes y gags visuales de la película, así como las muchas habilidades de la Máscara, pero dijo que los gráficos de los enemigos y los fondos "están más cerca de los estándares del 93 que el potencial del 95 ". Resumieron que "el carácter salvaje de Carrey todavía está fresco, y el juego sólido hace que esta aventura ligera sea un viaje divertido". Un crítico de Next Generation estaba muy entusiasmado con la animación fluida y caricaturesca y las formas secretas de usar los fondos para moverse por el nivel. Él fue más indulgente con el diseño de niveles que EGM, comentando que "si bien los laberintos de niveles son, a veces, demasiado complicados para su propio bien, ciertamente son inventivos". Le dio tres de cinco estrellas, y concluyó que "el título podría haber tenido algunas dificultades para ajustar y carece de cualquier tipo de función para guardar o continuar, pero en general es una sorpresa sólida y agradable".